# 坂本財
坂本 財（さかもと の たから）は、飛鳥時代の人物。姓は臣。冠位は大錦上、贈小紫。
672年の壬申の乱で大海人皇子（天武天皇）側にたって戦い、河内から倭（大和）に来る敵を防いで敗れた。

## 出自
坂本氏（坂本臣）は、紀氏（紀臣）同祖の皇別氏族で、紀角の玄孫である建日が居住地（和泉国和泉郡坂本郷）に由来して坂本姓を賜与されたのを始まりとする。

## 経歴
壬申の年の6月29日に大伴吹負が兵を挙げて倭京を占領し、続いて北進したとき、坂本財はその軍の中にいた。稗田についたとき、おそらく7月2日、吹負は河内国から大軍が来るとの情報を得て、各数百人の三個部隊を割いてその方面の守りにあてた。そのうち竜田に向かった三百人の指揮官が、坂本財、長尾真墨、倉墻麻呂、民小鮪、谷根麻呂であった。坂本らはその日平石野に宿営したが、高安城に敵軍がいると聞いてその山に登った。近江軍（大友皇子側の軍）は税倉を焼いて逃げた。
翌日（3日か）の朝、彼らは、西方の大津・丹比の両道に壱伎韓国が率いる大軍を見た。城から下って衛我河を渡り、川の西で戦った。敗れて紀大音が懼坂に用意しておいた陣営に退いた。しかし、勝った韓国軍の側では、河内国司守来目塩籠が大海人皇子側に与するために軍を集めていた。この計画は韓国に知られ、失敗を悟った塩籠は自殺した。中一日をおいて、おそらく5日に、近江軍はいくつもの道から押し寄せてきたため、坂本らは交戦せずに退却した。
坂本財はこの後も大伴吹負の許で戦ったと考えられるが、その様子は『日本書紀』に現れない。翌年の5月29日に大錦上の冠位で死んだ。壬申の年の功労によって、小紫の位を贈られた。